# Liste der deutschen Botschafter in Nigeria
Die Liste der deutschen Botschafter in Nigeria enthält die Botschafter der Bundesrepublik Deutschland in Nigeria. Sitz der Botschaft ist in Abuja.
| Name                         | Amtszeit  | Anmerkungen |
| ---------------------------- | --------- | ----------- |
| Harald von Posadowsky-Wehner | 1960–1964 |             |
| Günter Gnodtke               | 1964–1968 |             |
| Theodor Axenfeld             | 1969–1970 |             |
| Ernst Friedrich Jung         | 1971–1975 |             |
| Heinz Dröge                  | 1975–1979 |             |
| Bernd Oldenkott              | 1979–1984 |             |
| Jürgen von Alten             | 1984–1987 |             |
| Leonhard Kremer              | 1987–     |             |
| Jürgen Kleiner               | 1992–1995 |             |
| Johannes Lohse               | 1995–1998 |             |
| Armin Hiller                 | 1998–2001 |             |
| Dietmar Kreusel              | 2004–2006 |             |
| Joachim Schmillen            | 2006–2011 |             |
| Dorothee Janetzke-Wenzel     | 2011–2014 |             |
| Michael Peter Zenner         | 2014–2016 |             |
| Bernhard Schlagheck          | 2016–2019 |             |
| Birgitt Ory                  | 2019–2022 |             |
| Annett Günther               | seit 2022 |             |

## DDR-Botschafter in Nigeria
| Name                                            | Bild | Amtszeit  | Anmerkungen |
| ----------------------------------------------- | ---- | --------- | ----------- |
| Diplomatische Beziehungen seit 10. Februar 1973 |      |           |             |
| Gerhard Künzel (* 1923)                         |      | 1973–1976 | Botschafter |
| Wolfgang Seyfarth (* 1937)                      |      | 1976–1980 | Botschafter |
| Wolf Schunke (* 1940)                           |      | 1980–1985 | Botschafter |
| Gerhard Haida (1937–2014)                       |      | 1985–1988 | Botschafter |
| Manfred Seiferth (1940–2021)                    |      | 1988–1990 | Botschafter |